# Бурмистров, Никита Александрович
Ники́та Алекса́ндрович Бурми́стров (6 июля 1989, Приморск, Калининградская область) — российский футболист, нападающий и полузащитник.

## Карьера

### ЦСКА и аренды
Воспитанник калининградской СШОР №5 попал в ЦСКА после одного из зональных юношеских турниров, победителем которого стал калининградский клуб. Стал лучшим бомбардиром соревнований. В мае 2006 года в составе команды ЦСКА 1989 года рождения стал лучшим бомбардиром международного турнира «Кубок Алматы», после чего был переведён в дубль. 18 марта 2007 года впервые попал в заявку основной команды на матч с московским «Динамо». 15 апреля дебютировал за основной состав ЦСКА, выйдя на замену в матче против нальчинского «Спартака». После отъезда основных форвардов армейцев Вагнера Лава и Жо на Кубок Америки стал играть больше, а вскоре вышел в стартовом составе в матче против «Кубани».
В феврале 2008 года, на правах годичной аренды, перешёл в клуб «Луч-Энергия». В первом круге боролся за место в основе клуба, сыграв 4 матча. Во второй половине сезона прочно осел в молодёжной команде.
В феврале 2009 года, снова на правах годичной аренды, перешёл в клуб Первого дивизиона «Шинник». Забив 12 голов, стал лучшим бомбардиром команды и одним из лучших нападающих лиги.

### «Амкар»
14 февраля 2010 года перешёл в «Амкар», которому ЦСКА согласился уступить права на игрока. Однако, ещё на сборах получил травму, поэтому играл мало, больше выступая за молодёжную команду. В следующем сезоне 2011/12 первое же касание вышедшего на замену форварда после паса Сергея Нарубина принесло «Амкару» первую с 1998 года победу над «Спартаком» (2:1). Также этот гол стал первым для Бурмистрова в новом клубе. После этого он стал чаще играть в стартовом составе, продолжил забивать, а в конце сезона с 5 голами стал лучшим бомбардиром команды.
В чемпионате 2012/13 Бурмистров забил головой в ворота ЦСКА. Тренер Рустем Хузин стал использовать игрока и на левом фланге. Летом забил ещё два гола — в ворота самарских «Крыльев» и «Краснодара».
29 августа 2012 прошло заявление о том, что трансфер Бурмистрова обойдётся «Анжи» в 2,5 миллиона евро. 3 сентября «Спорт-Экспресс» сообщил, что предыдущим вечером клубы окончательно договорились о переходе игрока и в ближайшее время он будет заявлен за махачкалинский клуб.

### «Анжи»
3 сентября сайт «Амкара» заявил, что Бурмистров официально перешёл в «Анжи». Первый матч провёл 16 сентября в матче 8-го тура чемпионата России против «Краснодара». На второй добавленной минуте он заменил ещё недавно выступавшего в «Реале» Лассана Диарра. 31 октября забил свой первый гол за «Анжи» в ворота «Крыльев Советов» в матче Кубка России.

### Возвращение в «Амкар», возвращение в «Анжи»
24 января 2013 года вернулся на правах аренды в «Амкар». Арендное соглашение было рассчитано до конца сезона. После завершения сезона 2012/13 «Амкар» и «Анжи» договорились о продлении аренды Бурмистрова ещё на один сезон. Новый сезон начал в «Амкаре», но уже в августе владелец «Анжи» Сулейман Керимов решил изменить вектор развития клуба: отказаться от услуг высокооплачиваемых иностранцев, сократить бюджет клуба до 60—70 миллионов долларов и сделать ставку на местных воспитанников. После того, как в самом начале сезона были проданы почти все звёзды, «Анжи» потребовались игроки, имеющие опыт выступления в Премьер-лиге. Имея право досрочного расторжения договора аренды, клуб воспользовался им, и Бурмистров вновь стал выступать за «Анжи». 14 октября 2013 года переиграл вратаря и забил победный мяч в матче в еврокубковом матче с норвежским «Тромсё».

### «Урал»
24 июня 2015 года «Краснодар» и «Урал» достигли договорённости о переходе Бурмистрова на правах аренды. Соглашение было рассчитано до конца сезона-2015/16.

### С 2016 года
15 июня 2016 года расторг контракт с «Краснодаром» по согласию сторон и 17 июня на правах свободного агента перешёл в тульский «Арсенал», подписав контракт на один год. В 2017 году на правах свободного агента перешёл в «Балтику». В 2018 году перешёл в клуб «Ротор». В 2018 году на правах свободного агента перешёл в «Сочи».

## Карьера в сборной
Вызывался Игорем Колывановым в юношескую сборную для участия в отборочном турнире к Чемпионату Европы 2008. На сам турнир сборная не пробилась.
В мае 2012 года получил вызов во вторую сборную России. 15 августа 2012 года дебютировал во второй сборной в матче против Бельгии U-19 на позиции левого полузащитника. За 72 сыгранные минуты он отдал голевой пас на Алексея Ионова и заработал пенальти, реализованный Владимиром Дядюном.

## Достижения
ЦСКА
- Бронзовый призёр чемпионата России: 2007

«Сочи»
- Серебряный призёр чемпионата России: 2021/22